# Sant Feliu de Parlavà
L'església parroquial de Sant Feliu de Parlavà està situada al centre del municipi de Parlavà (Baix Empordà). És un monument declarat bé cultural d'interès nacional.

## Descripció

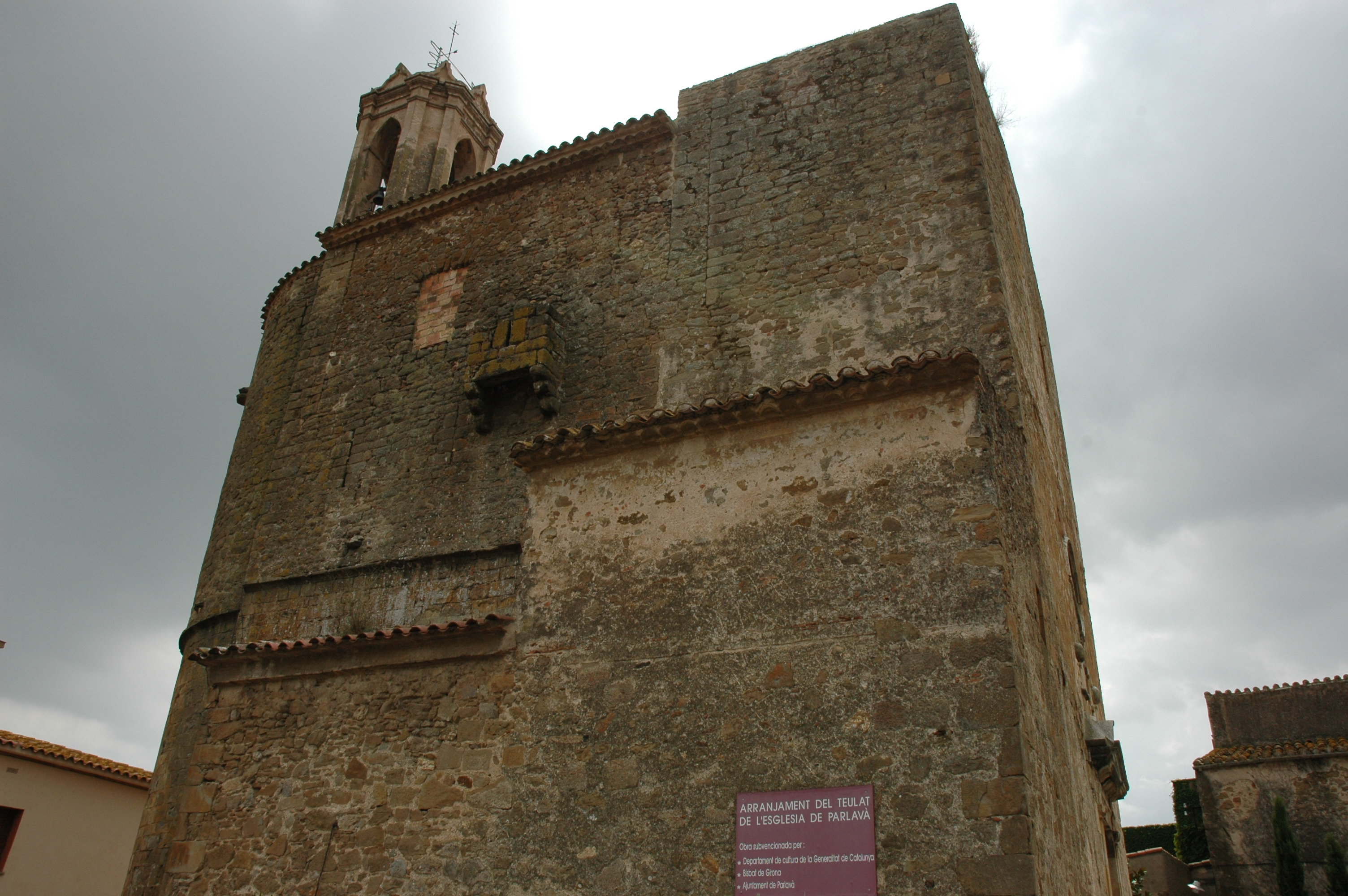
Façana nord des d'on s'observa molt bé les obres d'enlairament del

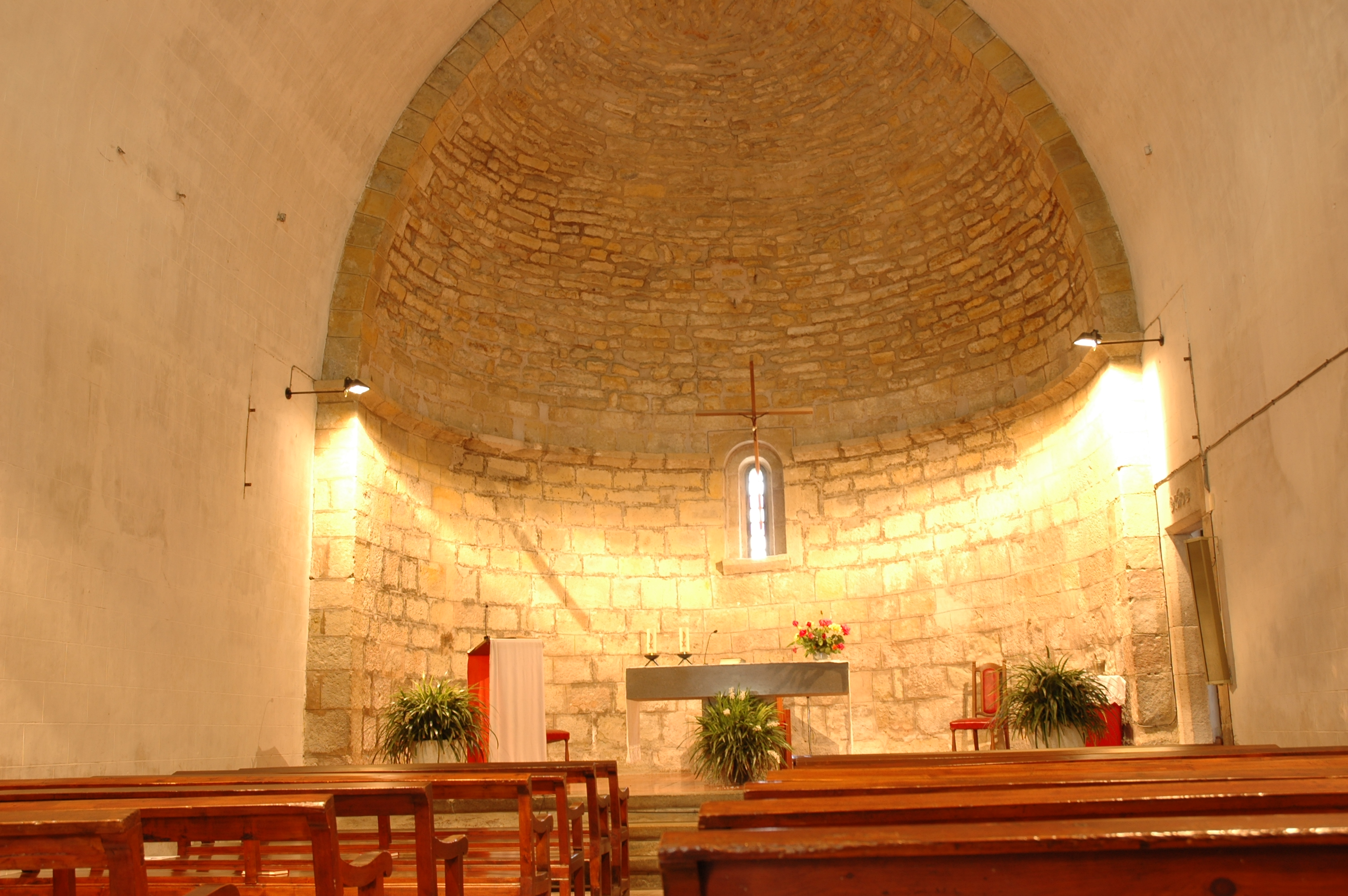
Interior amb l'absis il·luminat

És una església d'una nau amb absis semicircular. Les reformes posteriors han estat les capelles laterals i fortificació aixecada sobre els murs romànics. Portalada al frontis classicitzant, amb frontó, datada el 1742. Té el campanar d'espadanya, aparedat. Les finestres són de doble biaix. S'observa una volta apuntada de la nau i un arc triomfal apuntat. Cornises, exterior i interior, de quart de cercle corbat. Aparell de carreuada, ben allisat. En un carreu del mur meridional, a l'exterior, hi ha una creu grega, en relleu, inscrita en un cercle. A la fortificació més tardana hi ha espitlleres i un matacà, ben conservat, al nord.
Al segle xiv s'hi van dur a terme unes obres de fortificació que van comportar l'enlairament de tots els murs del perímetre del temple fins a doblar-ne l'alçada original. En aquests murs hi estaquen unes espitlleres i un matacà. A l'angle sud-oest, per damunt de la cornisa, es conserva un carreu amb una creu grega inscrita dins d'un cercle. Als segles XVI i xvii s'hi van afegir dues capelles i la sagristia, i al segle xix el disgraciós campanar. Es pot observar la seva fisonomia primitiva a la façana oest, on hi ha una porta del 1742. Així, sobre la petita rosassa, es poen veure, paredades, dues arcades sobre pilastres que formaven part de l'antic campanar de cadireta. En una col·lecció privada de Barcelona, es conserva una talla d'una Mare de Déu amb el Nen, del segle xii i procedent de l'església.

## Història
L'església de Sant Feliu de Parlavà va ser edificada entre els segles xii i xiii però ja és esmentada en l'acta de fundació de la canònica de la seu de Girona, on consta la donació feta pels comtes Ermessenda i Berenguer de la meitat de la parròquia de Sant Feliu a la comunitat. Altres notícies del segle xi es refereixen al temple: «Sanctis Felicis de Palacio Rafano», el 1031 i «Sancti Felicis de Palatio Ravani» el 1062. El 1314 el bisbe de Girona Pere de Xesa comprà el terme de Parlavà per 4.050 sous que s'ajuntava a les considerables possessions del bisbat en terres del Baix Empordà. Des del 1019 ja tenien un alou en aquest lloc i drets sobre la parròquia: «medietatem parrochiae sancti Felicis de Palatio Rabuni». L'any 1314 va ser comprada pel bisbe de Girona, Guillem de Vilamarí, fent-la dependre del castell de Rupià. Junt amb la d'Ultramort, formava part al segle xvii de la batllia de Rupià, pertanyent al bisbat.
L'any 1618 el rector de Parlavà mossèn Bernat Cabaieu va compondre unes cobles o goigs al patró de la parròquia sant Feliu.